# Wasserschloss Menzingen
O Wasserschloss Menzingen é um castelo localizado na Alemanha, no estado de Baden-Württemberg. Foi a residência mais permanente dos Senhores de Mentzingen e é conhecido pelo ramo brasileiro da família como Castelo de Menzingen. Encontra-se atualmente em ruínas. 

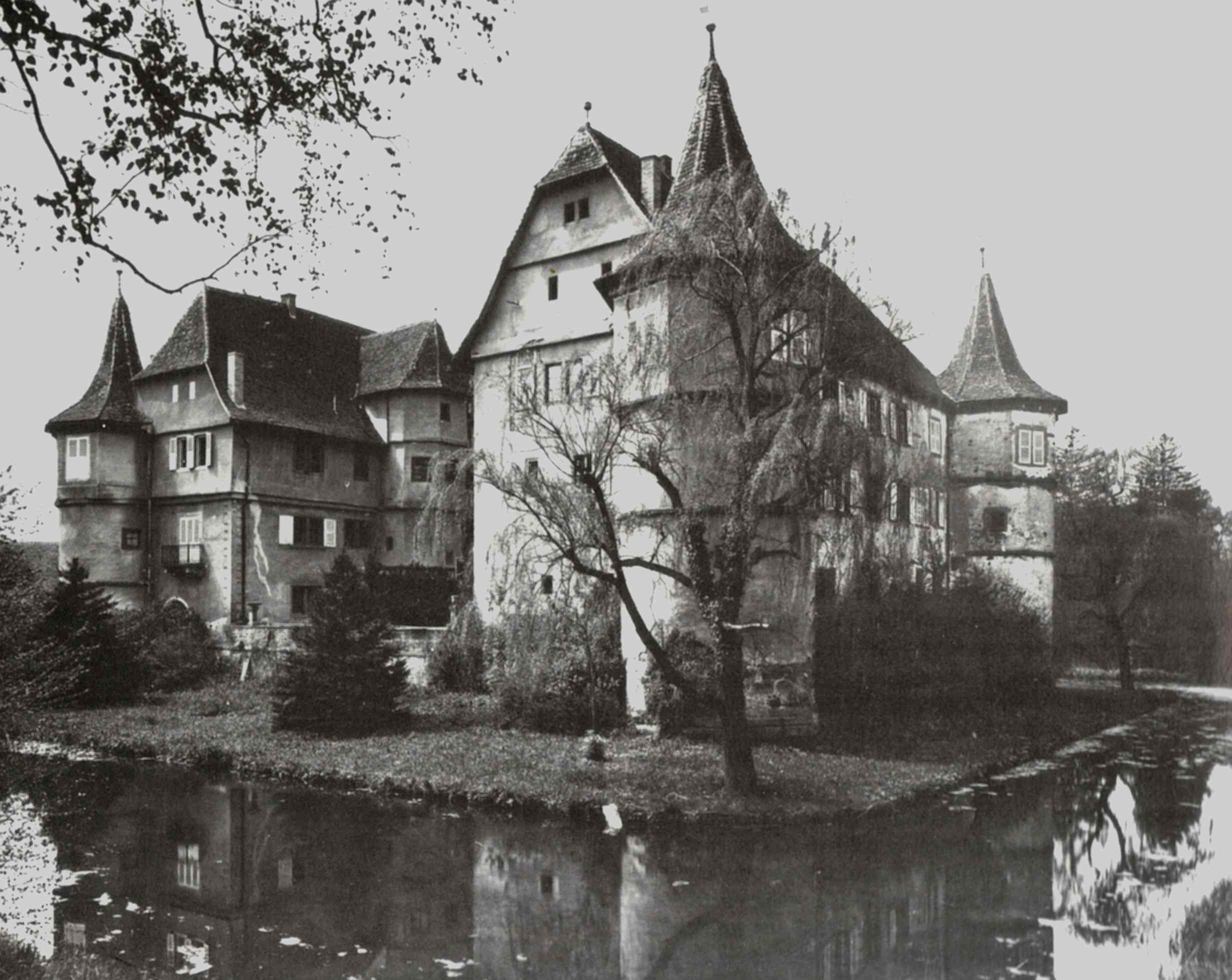
O Wasserschloss no início do Século XX visto por detrás.

## História
A história remonta ao século XIV, época das menções mais antigas sobre uma edificação antecedente ao Wasserschloss no mesmo local. Por volta de 1525, durante a Guerra dos Camponeses, a antiga edificação foi destruída. Após o fim da guerra, o Barão Peter von Mentzingen (1498-1565) promoveu sua reconstrução com um projeto maior e mais robusto que o anterior, em estilo renascentista, cercado por um fosso de água. As obras se estenderam de 1529 a 1539. O novo castelo durou mais de quatrocentos anos até ser bombardeado em 2 de abril de 1945 pelos Aliados da Segunda Guerra Mundial. Outras edificações que faziam parte do complexo e não foram afetadas pelo bombardeio ainda são mantidas e preservadas pela família, incluindo as ruínas do castelo Wasserschloss.   

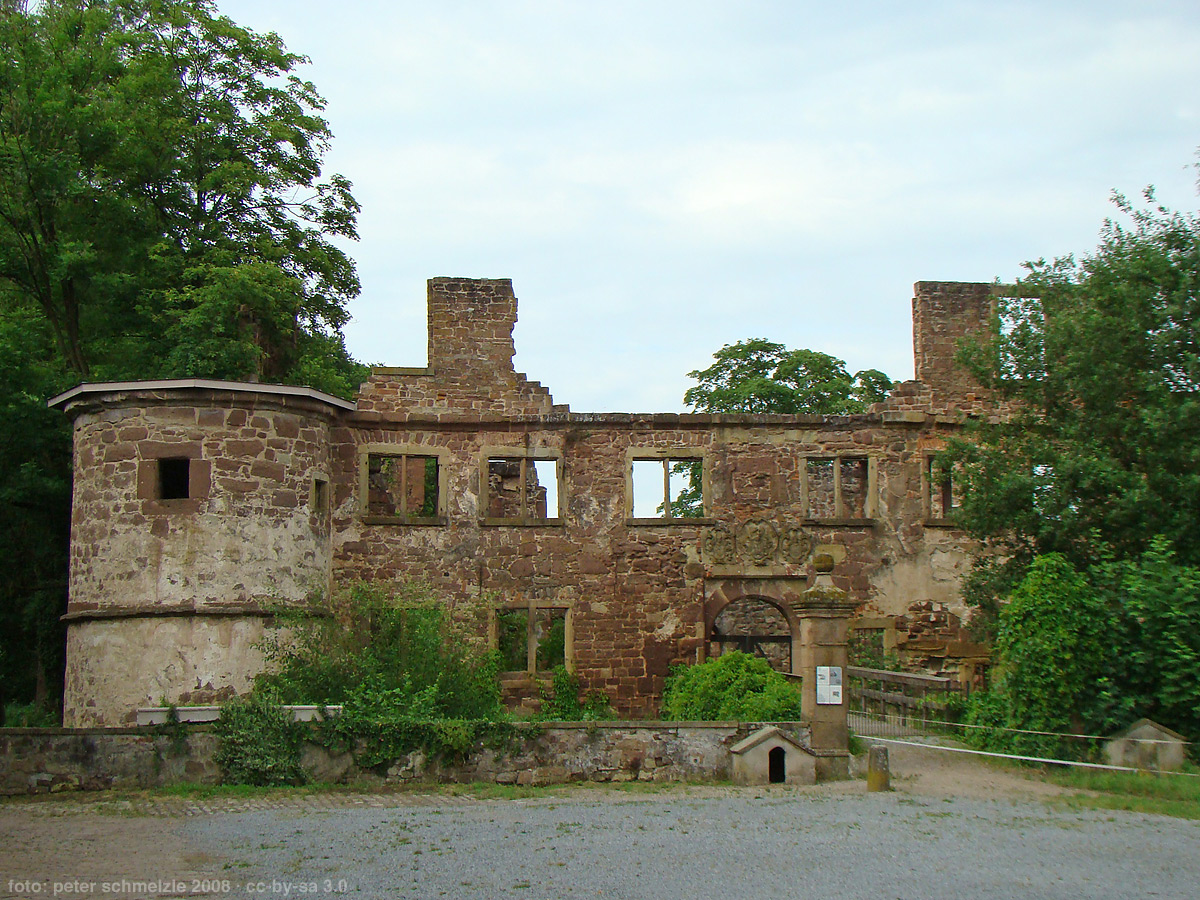
Ruínas do Wasserschloss.

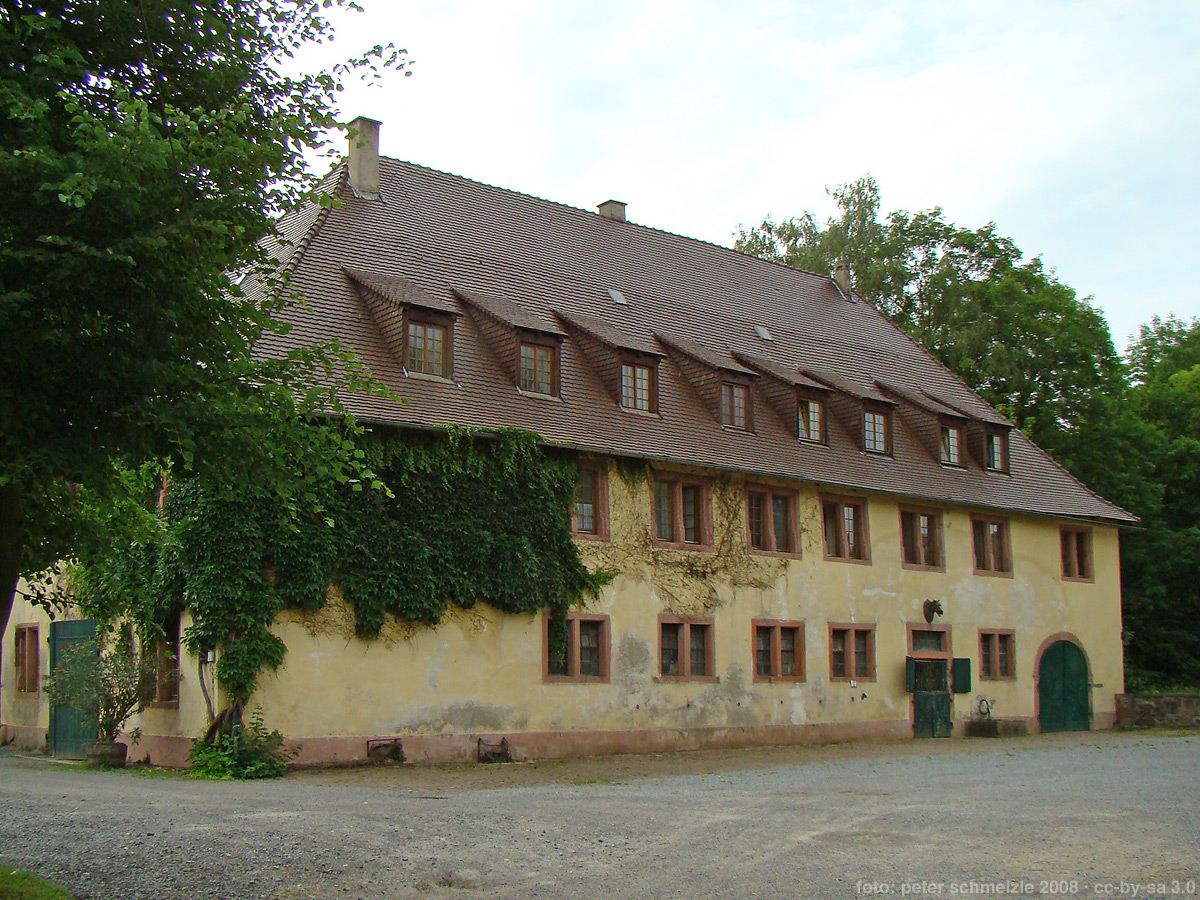
Edificação sobrevivente ao bombardeio, utilizada atualmente como alojamento.